# Phytoecia pici
Phytoecia pici är en skalbaggsart som beskrevs av Edmund Reitter 1892. Phytoecia pici ingår i släktet Phytoecia och familjen långhorningar.
Artens utbredningsområde är Iran. Inga underarter finns listade i Catalogue of Life.